# Komsomolskoje (Kabardo-Bałkaria)
Komsomolskoje (ros. Комсомольское) – wieś w Rosji, w Kabardo-Bałkarii, w rejonie prochładnieńskim. W 2021 liczyła 526 mieszkańców.